# Mijuredada
Mijuredada (nep. मिजुरेडाँडा) – gaun wikas samiti w zachodniej części Nepalu w strefie Gandaki w dystrykcie Kaski. Według nepalskiego spisu powszechnego z 2001 roku liczył on 964 gospodarstw domowych i 4759 mieszkańców (2511 kobiet i 2248 mężczyzn).